# Genyorchis
Genyorchis là một chi thực vật có hoa trong họ Lan.